# Hawwara
Gli Hawwara (in berbero Ihuwwaren, in arabo الهوارة‎?), noti anche come Huwwara, Howwara, Hewwara o Houara, sono una confederazione tribale arabo-berbera nel Maghreb, presente principalmente in Tripolitania, con discendenza nell'Alto Egitto e nel Sudan. Gli Hawwara sono tra le tribù più importanti dell'Alto Egitto, con rami che si trovano principalmente a Qena. In Sudan, sono etichettati come Hawwaweer (in arabo هواوير‎?) (plurale di Hawwara) e hanno una presenza politica significativa.

## Rami
Gli Hawwara erano composti da numerose tribù e clan. Alcuni di essi sono: gli Addasa, gli Andara, gli Awtita, i Baswa, i Gharyan, gli Haragha, i Banu Irmazyan, i Kaldin, i Kamlan, i Karkuda, i Lahan o Lahana, i Maghar, i Malila, i Maslata, i Mindasa o Mindas (Mandasa, Mandas), i Misurata, i Razin, i Satat, i Tarhuna, i Wannifan, i Warfalla, i Wargha, i Warsatifa, i Washtata, gli Yaghmorasen, gli Zakkawa e gli Zanzafa.

## Storia
Gli Hawwara sono gli eredi degli antichi bavari occidentali e nell'antichità erano una delle principali tribù situate all'interno dello stato Masaesyli. Il territorio tradizionale che veniva chiamato provincia Avaritana/Abaritana da Quodvultdeus di Cartagine divenne poi noto come “bilad Haouara”, paese degli Haouara (dell'Aurès) nel Medioevo. Durante il periodo bizantino l'area chiamata “Abaritana atque Getulia provincia” era un principato tribale e gli Hawwara erano una delle due maggiori confederazioni regnanti. Anche gli storici medievali attestano la presenza degli Hawwara nella regione dell'Aurès ben prima dell'arrivo degli arabi nel VII secolo. Edrici collocò l'ubicazione degli Hawwara nelle pianure del M'Sila. Dall'VIII al XII secolo, i confini orientali della loro terra attraversavano Tawergha, Waddan e Zella. Il territorio di Hawwara confinava a est con la tribù Mazata.
Famiglie originarie degli Hawwara fondarono e governarono piccoli regni islamici ad Al-Andalus (l'attuale Spagna) durante l'XI secolo, tra cui la dinastia Dhi l-Nun che governò la Taifa di Toledo e i Banu Razin che governarono la Taifa di Albarracín. Quest'ultima è ancora il nome di una città spagnola chiamata Albarracín o Al Banu Razin, una sottotribù degli Hawwara. Anche altre città spagnole, tra cui Alhaurín el Grande e Alhaurín de la Torre, prendono il nome da Hawwara (Al Hawwariyin).
Una frazione degli Hawwara faceva parte dell'esercito fatimide che conquistò l'Egitto, la Siria, la Palestina e la Giordania. Dopo la conquista, ricevettero concessioni di terre dai califfi fatimidi. La tribù Hawwara divenne dominante ad al-Buhayra in Egitto. Nel 1380/1381, Barquq, sultano dei Mamelucchi, stabilì alcuni gruppi Hawwara nell'Alto Egitto e concesse l'iqta' di Girga al capo Hawwari, Isma'il ibn Mazin. A Isma'il successe Umar, l'omonimo del clan Banu Umar. Secondo Al-Maqrizi nel suo libro 'kitāb as-sulūk', un gruppo di Hawwara insieme ad un gruppo di arabi dell'Alto Egitto attaccarono il wali di Assuan nel mese di Rajab 798 (aprile 1396 d.C.) e strinsero un'alleanza con la tribù araba di Banu Kanz che abitava ad Assuan. Al-Maqrizi scrive anche nel suo libro "Al Khetat" che nel mese di Muharram 815 (1412 d.C.) gli uomini della tribù Hawwara si recarono ad Assuan e attaccarono gli arabi Banu Kanz. Gli uomini arabi fuggirono, ma molti di loro furono uccisi mentre le donne e i bambini furono ridotti in schiavitù. Distrussero le mura della città e la lasciarono in rovina, senza abitanti. Dopo il saccheggio di al-Fayyum nel 1485, le tribù Hawwara divennero i veri governanti dell'Alto Egitto.
Nella storia dell'Egitto, la regione meridionale è la culla degli insediamenti tribali. Nel XIX secolo, l'Egitto meridionale e la Nubia settentrionale erano completamente governati dalla tribù egiziana Hawwara. Il governo divenne decentralizzato poiché gli Hawwara estesero la loro sovranità su dieci province e parti delle altre ventuno province rimanenti dell'Alto Egitto. Il ramo egiziano degli Hawwara era considerato il sovrano de facto dell'Alto Egitto e la loro autorità si estendeva su tutto il Nord Africa, fino alle campagne militari di Ibrahim Pascià nel 1813, che alla fine schiacciò la loro influenza dominante,  e li fece fuggire in massa verso il Sudan.
In passato, e prima di fuggire in Sudan a causa delle campagne di Ibrahim Pascià, durante l'era mamelucca in Egitto, gli Hawwara erano la tribù più influente dell'Alto Egitto sotto la guida di Sheikh Hammam. Il sultano Barquq stabilì rapporti con gli Hawwara per impedire alle tribù arabe di diventare potenti. Verso la fine della dinastia mamelucca, gli Hawwara e gli arabi iniziarono a collaborare per sopprimere i mamelucchi. Grazie alla loro cooperazione, i mamelucchi etichettarono gli Hawwara come arabi. Sebbene come molti altri gruppi siano piuttosto arabizzati, il termine "sceicco degli arabi" viene solitamente conferito a qualsiasi leader tribale; tuttavia, secondo Burckhardt, gli Hawwara affermano che la loro antica origine proviene dalla regione del Maghreb.

## Hawwara in Sicilia
I berberi che parteciparono alla conquista aghlabide della Sicilia erano principalmente di etnia hawwara. Nel 1196 è segnalata la presenza degli hawwara a Palermo. Una parte degli emigranti rimase fedele alle dottrine ibadite e, ancora nel XII secolo, si ha notizia dell'esistenza di una comunità ibadita in Sicilia che risiedeva a sud di Castrogiovanni (Kasr Yanu, l'odierna Enna).